# كأس السوبر الإسباني 2002
كأس السوبر الإسباني 2002 بطولة كرة قدم إسبانية من مبارتين أقيمت يومَي 18 و25 أغسطس 2002 بين فالنسيا، بطل الدوري الإسباني 2001–02 و‌ديبورتيفو لاكورونيا
بطل كأس ملك إسبانيا 2001–02.

## تفاصيل المباريات

### مباراة الذهاب
| فالنسيا | 3-0   | ديبورتيفو لاكورونيا                   |
| ------- | ----- | ------------------------------------- |
|         | تقرير | فاليرون 12' · فيكتور 21' · النيبت 31' |

| فالنسيا | ديبورتيفو لاكورونيا |

### مباراة الإياب
| ديبورتيفو لاكورونيا | 0-1   | فالنسيا |
| ------------------- | ----- | ------- |
| فيكتور 90'          | تقرير |         |

| ديبورتيفو لاكورونيا | فالنسيا |